# Nordpolen
Nordpolen, de son vrai nom Pelle Hellström, est un chanteur suédois né en 1985 à Sunnersta, banlieue d'Uppsala. Il a déjà sorti trois singles et un album sous le label Sincerely Yours.

## Discographie
- Skimret - single, 2 pistes, 2008.
- Vem Har Sagt - single numérique, 3 pistes, 2008.
- På Nordpolen - album, 9 pistes, 2008.
- När Mitt Blod Pumpar i Dej - single numérique, 1 piste, juin 2012[1].